# Мона (Јута)
Мона (енгл. Mona) град је у америчкој савезној држави Јута.

## Демографија
По попису из 2010. године број становника је 1.547, што је 697 (82,0%) становника више него 2000. године.
| Група             | 2000.       | 2010.         |
| Белци             | 830 (97,6%) | 1.476 (95,4%) |
| Афроамериканци    | 0 (0,0%)    | 2 (0,1%)      |
| Азијати           | 1 (0,1%)    | 2 (0,1%)      |
| Хиспаноамериканци | 12 (1,4%)   | 41 (2,7%)     |
| Укупно            | 850         | 1.547         |